# Lucas Neill
Lucas Neill (Sydney, Austràlia, 9 de març de 1978) és exfutbolista australià. Va disputar 95 partits amb la selecció d'Austràlia.